# Glenn Arne Hansen
Glenn Arne Hansen (20 settembre 1972) è un ex calciatore norvegese, di ruolo portiere.

## Carriera

### Club
Hansen giocò, in carriera, per Ski, Strømsgodset e Follo. Giocò la finale di Coppa di Norvegia 1997 e di Coppa di Norvegia 2010, perdendole entrambe.
Il 21 gennaio 2011 fu reso noto il suo trasferimento al Nesodden. Nel 2013 passò al Drøbak/Frogn.